# Sebastián de Llanos y Valdés
Sebastián de Llanos y Valdés (ur. ok. 1605 w Sewilli, zm. 10 października 1677 tamże) – hiszpański malarz barokowy aktywny w Sewilli, z której prawdopodobnie pochodził.
Był uczniem Francisca de Herrera starszego, chociaż największy wpływ na jego dzieła wywarł Francisco de Zurbarán. Był trzykrotnie żonaty, jednak miał tylko jednego syna Josepha, który został duchownym. W Sewilli był wziętym nauczycielem malarstwa.